# Jean Goldschmit
Jean Goldschmit, nacido el 24 de febrero de 1924 en Weimerskirch y fallecido el 14 de febrero de 1994 en Luxemburgo, fue un ciclista luxemburgués, que fue profesional de 1946 a 1953.

## Palmarés
| 1945 - Tour de Luxemburgo, más 1 etapa 1946 - 1 etapa del Tour de Luxemburgo 1947 - 1 etapa del Tour de Luxemburgo - Campeonato de Luxemburgo en Ruta 1948 - 1 etapa de la Vuelta a Suiza - Tour de Luxemburgo, más 1 etapa - 1 etapa del Tour de Romandía 1949 - 1 etapa del Tour de Francia | 1950 - 1 etapa del Tour de Francia - 2 etapas de la Vuelta a Suiza - Campeonato de Luxemburgo en Ruta 1951 - 2 etapas de la Vuelta a Suiza 1952 - 1 etapa de la Vuelta a Suiza - 2 etapas del Tour de Luxemburgo - 1 etapa de la Vuelta a Marruecos |

## Resultados en las grandes vueltas
| Carrera         | 1946 | 1947 | 1948 | 1949 | 1950 | 1951 | 1952 | 1953 |
| --------------- | ---- | ---- | ---- | ---- | ---- | ---- | ---- | ---- |
| Giro de Italia  | -    | -    | -    | 49.º | 40.º | -    | -    | -    |
| Tour de Francia | -    | 20.º | -    | 8º   | 10º  | Ab.  | 16.º | Ab.  |
| Vuelta a España | -    | -    | -    | -    | -    | -    | -    | -    |
| Mundial en Ruta | -    | -    | -    | -    | -    | -    | -    | -    |